# That's the Spirit
That’s The Spirit é o quinto álbum de estúdio da banda britânica de rock Bring Me the Horizon, lançado em 11 de setembro de 2015. Conta com 11 faixas inéditas, incluindo o sucesso “Drown” que foi levemente modificada. Produzido por Jordan Fish e Oliver Sykes – tecladista e vocalista da banda, respectivamente - o álbum marca uma significativa mudança das raízes metalcore da banda para uma direção mais alternativa. Oliver Sykes citou como influências do álbum bandas como Jane's Addiction, Panic! at the Disco, Interpol e Radiohead.

## Visão geral
Bring Me the Horizon começou a divulgar seu novo álbum no final de junho de 2015, quando começou a promover imagens do símbolo de guarda-chuva em forma de tatuagens, adesivos e pôsteres postados pela Inglaterra, que mais tarde seriam revelados como símbolo promocional do primeiro single do álbum, "Happy Song". Mais tarde, o grupo lançou um vídeo curto no início de julho, onde as palavras "That's the spirit" (Esse é o espírito) eram ditas ao contrário. Em 13 de julho, anunciaram que haviam deixado seu selo anterior, Epitaph Records, e assinado totalmente com as subsidiárias da Sony Music: RCA e Columbia. Logo depois, em entrevista à NME, o vocalista Oliver Sykes confirmou que o título do álbum era That's the Spirit, ao mesmo tempo que mencionou vários títulos de músicas como "True Friends", "Avalanche", "Throne" e "Blasphemy".

## Gravação
O tecladista da banda Jordan Fish desempenhou o papel de produtor do álbum junto com Sykes, assim considerando desnecessário um produtor externo. A banda também contratou um personal trainer durante o processo de gravação do álbum.

## Composição
Em entrevista à NME, Sykes disse que That's the Spirit é um álbum conceitual vago, sobre os humores mais sombrios da vida, como a depressão, e uma maneira de amenizar isso. Ele citou as bandas de rock alternativo Jane's Addiction, Panic! at the Disco, Interpol e Radiohead como influências para o novo álbum. Jon Wiederhorn da Rolling Stone afirmou que o álbum marca uma mudança para Bring Me the Horizon de um som "inegavelmente enraizado no metal" para um "som cheio de dinâmica de fluxo e refluxo inspirado no indie rock, música alternativa e pop" em uma "evolução do metalcore artístico para o pop rock cinematográfico" e que soa mais como Muse e Linkin Park do que como Metallica e Lamb of God. Da mesma forma, Daniel Furnari da Blunt Magazine sugeriu que "That's The Spirit vê Bring Me The Horizon levar as coisas mais longe do que nunca com uma coleção de hinos de rock alternativo padrão de estádio, mais adequados para Glastonbury do que para Warped Tour"... Talvez pela primeira vez, Bring Me The Horizon produziu um disco sem retrocessos aos dias de Suicide Season, com chamadas de mosh ultrajantes e a insanidade de riffs afinados."
Apresentando características da música eletrônica, That's the Spirit contém canções de vários gêneros, incluindo rock eletrônico, rock alternativo, metal alternativo, rock de arena e hard rock como descrito por diversas plataformas online, como AllMusic, Toronto Sun, e Blunt Magazine. Seu estilo também foi descrito como pop rock por alguns críticos musicais. Sites como The Guardian e St. Cloud Times o descreveram como nu metal.

## Crítica
| Críticas profissionais     | Críticas profissionais |
| Pontuações agregadas       | Pontuações agregadas   |
| Fonte                      | Avaliação              |
| -------------------------- | ---------------------- |
| Metacritic                 | 88/100                 |
| Avaliações da crítica      |                        |
| Fonte                      | Avaliação              |
| AllMusic                   |                        |
| Alternative Press          |                        |
| Blunt Magazine             |                        |
| Ghost Cult Magazine 9.0/10 |                        |
| The Guardian               |                        |
| Impericon 90%              |                        |
| Kerrang!                   |                        |
| Kill Your Stereo 88/100    |                        |
| Renowned for Sound         |                        |
| Rock Sound 10/10           |                        |

Considerado já pela revista Rocksound como um dos álbuns rock fundamentais desta última década e um 10/10, o novo álbum tem recebido fantásticas criticas dos media especializados.
Como os dois últimos álbuns da banda, That's the Spirit foi recebido com elogios por parte da crítica musical. No Metacritic (um site de agregação de revisões que atribui uma classificação normalizada de 100 de críticos de música), baseado em 10 críticos, o álbum recebeu uma pontuação de 88/100, o que indica "aclamação universal".
Daniel Furnari da Blunt Magazine escreveu: "[Em That's the Spirit,] Oli Sykes pôde através de todos os coros enormes e versos infecciosos com uma confiança e fineza que você teria que acreditar que ele tem sido a cantar assim durante anos."  Andy Biddulph of Rock Sound afirmou que a banda soou como a mais realizada no álbum, repleta de novas ideias e diz que nenhuma outra banda incorpora sintetizadores e atmosféricos em música como a banda faz nesse álbum em particular, comparando a banda aos gostos do Linkin Park. James Christopher Monger, da AllMusic, afirmou: "O que é mais surpreendente é o quão natural é tudo isso, mas isso se deve em grande parte à recalibração do som da banda. Introduzindo o mainstream um membro (álbum) de cada vez, Bring Me the Horizon estão meramente colhendo o que semearam, e os fãs de longa data já devem se sentir aclimatados à água ". Além de Linkin Park, Monger comparou os coros do álbum com Avenged Sevenfold, Thirty Seconds to Mars e Metallica, no final de 1990.  Uma resposta mais morna de Phillip Whitehead de Rock Sins, que classificou-o um 6,8 / 10, afirmou que, enquanto "Bring Me the Horizon melhoraram sua musicalidade mais uma vez", o ritmo do álbum e tom geral significava "há um sentido real Que a banda perdeu a própria coisa que os tornou únicos."[carece de fontes?]

## Desempenho comercial
Em 14 de setembro de 2015, The Official Chart Update informou que That's the Spirit estava na trilha para estrear no topo da UK Albums Chart , ficando a apenas 1.000 exemplares à frente de Keep the Village Alive pela Stereophonics .  No entanto, quatro dias depois, após uma das batalhas de cartas mais próximas de 2015, Keep the Village Alive bateu That's the Spirit para o número um por uma margem de menos de 1.300 cópias, negando Bring Me the Horizon seu primeiro lugar.
O álbum também estreou no número um na Austrália, dando a banda seu terceiro álbum consecutivo número um lá. That's The Spirit vendeu 130.000 cópias nos EUA a partir de fevereiro de 2016.[carece de fontes?]

## Faixas
| N.º            | Título          | Duração |  |
| 1.             | "Doomed"        | 4:34    |  |
| 2.             | "Happy Song"    | 3:59    |  |
| 3.             | "Throne"        | 3:11    |  |
| 4.             | "True Friends"  | 3:52    |  |
| 5.             | "Follow You"    | 3:51    |  |
| 6.             | "What You Need" | 4:12    |  |
| 7.             | "Avalanche"     | 4:22    |  |
| 8.             | "Run"           | 3:42    |  |
| 9.             | "Drown"         | 3:42    |  |
| 10.            | "Blasphemy"     | 4:35    |  |
| 11.            | "Oh No"         | 5:01    |  |
| Duração total: | Duração total:  | 45:03   |  |

## Integrantes
- Oliver Sykes – vocais
- Jordan Fish – teclado, percussão, vocais
- Lee Malia – guitarra solo
- Matt Kean – baixo
- Matt Nicholls – bateria

Músicos adicionais
- Al Groves - engenharia
- Dan Lancaster - mixagem
- Ted Jensen - masterização
- Nikos Goudinakis - Assistência técnica
- Sam Winfield - engenharia adicional
- Will Harvey da Orquestra Parallax - violinos nas faixas 1-5, 7, 10, 11
- Maddie cortador de Parallax Orchestra - cellos em pistas 1-5, 7, 10, 11
- Emma Fish - vocais adicionais na faixa 2
- Mike Bissett - chifres na faixa 7